# 10136 Ґауґуїн
10136 Ґауґуїн (10136 Gauguin) — астероїд головного поясу, відкритий 20 липня 1993 року.
Тіссеранів параметр щодо Юпітера — 3,624.